# チケット・トゥ・パラダイス
『チケット・トゥ・パラダイス』（Ticket To Paradise）は、2022年のロマンティック・コメディ映画。監督はオル・パーカー、出演はジュリア・ロバーツとジョージ・クルーニーなど。娘のスピード婚を止めようと奮闘する元夫婦を描いている。ロバーツとクルーニーは『オーシャンズ11』に続いての再共演で、製作も兼任している。

## ストーリー
元夫婦のジョージアとデヴィッドは、一人娘のリリーが卒業旅行先で出会ったばかりの青年と恋に落ちスピード婚をしようとしていることを知り、自分たちと同じ過ちを犯してほしくないという思いから、何とかそれを阻止しようとする。

## キャスト
※括弧内は日本語吹替。
- ジョージア・コットン: ジュリア・ロバーツ（深見梨加）
- デヴィッド・コットン: ジョージ・クルーニー（小山力也）
- リリー・コットン: ケイトリン・デヴァー（雨宮天）
- グデ: マキシム・ブティエ（英語版）（福山潤）
- レン・バトラー: ビリー・ラード（釘宮理恵）
- ポール: リュカ・ブラヴォー（英語版）（三上哲）

## 作品の評価
Rotten Tomatoesによれば、192件の評論のうち高評価は56%にあたる107件で、平均点は10点満点中5.5点、批評家の一致した見解は「『チケット・トゥ・パラダイス』は、観客を約束の地まで連れて行ってくれるわけではないかもしれないが、メガワット級のスター同士のこの再共演は、それでも心地よい泡のように軽く楽しい時間である。」となっている。
Metacriticによれば、47件の評論のうち、高評価は13件、賛否混在は32件、低評価は2件で、平均点は100点満点中50点となっている。